# Ascosphaeraceae
Ascosphaeraceae är en familj av svampar. Enligt Catalogue of Life ingår Ascosphaeraceae i ordningen Ascosphaerales, klassen Eurotiomycetes, divisionen sporsäcksvampar och riket svampar, men enligt Dyntaxa är tillhörigheten istället ordningen Onygenales, klassen Eurotiomycetes, divisionen sporsäcksvampar och riket svampar.
| Ascosphaeraceae | \| \| Ascosphaera \| \| \| \| \| \| Bettsia \| \| \| \| \| \| Arrhenosphaera \| \| \| \| |
|                 | \| \| Ascosphaera \| \| \| \| \| \| Bettsia \| \| \| \| \| \| Arrhenosphaera \| \| \| \| |
|                 | Ascosphaera                                                                              |
|                 |                                                                                          |
|                 | Bettsia                                                                                  |
|                 |                                                                                          |
|                 | Arrhenosphaera                                                                           |
|                 |                                                                                          |

|  | Ascosphaera    |
|  |                |
|  | Bettsia        |
|  |                |
|  | Arrhenosphaera |
|  |                |